# BitterSweet Symphony
Pour les articles homonymes, voir Bittersweet.
 (octobre 2021).
Si vous disposez d'ouvrages ou d'articles de référence ou si vous connaissez des sites web de qualité traitant du thème abordé ici, merci de compléter l'article en donnant les références utiles à sa vérifiabilité et en les liant à la section « Notes et références ».
Pour les articles homonymes, voir Bitter Sweet Symphony (homonymie).
Pour plus de détails, voir Fiche technique et Distribution.
BitterSweet Symphony est un court métrage français réalisé par Jordi Avalos.

## Synopsis
Depuis la mort de sa mère, Romane se marginalise; elle survit grâce à son amie Anna et à Darius, un psychanalyste tentant de surmonter tant bien que mal le suicide de son enfant.
De son côté, Charles, un tueur à gages resté fidèle au Clan Khirchoff pour qui il a purgé une longue peine de prison, se découvre atteint d’un cancer. Il n’a plus alors qu’une idée en tête: tout plaquer pour revoir sa fille qui ne le connaît pas.
Charles, Romane, Darius. Trois personnages. Trois histoires. Trois destins qui vont s’entrecroiser irrémédiablement.

## Fiche technique
- Titre original : BitterSweet Symphony
- Réalisation : Jordi Avalos
- Scénario : Jordi Avalos
- Musique : Richard Escola, Philippe Darcy
- Photographie : Reda Makhloufi
- Son : Johan Nicolle
- Montage : David Dan
- Décors : Frédéric Pavageau
- Pays de production :  France
- Langue : français
- Langue de tournage : français
- Tournage extérieur : Montreuil, Paris
- Producteurs : Lavande Grimbert, Murielle Dimitri
- Société de production : Séquence 25 (France)
- Société de distribution : n/a
- Format : couleur — DVC PRO HD
- Genre : drame, court métrage
- Durée : 25  min 25 s
- Numéro de visa : 124.480
- Date de sortie : France : 2009

## Distribution
- Alysson Paradis : Romane
- Jean-Pierre Loustau : Charles
- Philippe Laudenbach : Darius
- Moussa Maaskri : Kirchoff
- Lavande Grimbert : Anna
- Jean-Paul Nicolaï : Serge
- Johanna Vannucci : Justine
- Antoine Deroudilhe : Hugo
- Dorothée Brière : Fred